# Dostyk
Pour les articles homonymes, voir Droujba.
Dostyk (kazakh : Достық) ou Droujba (russe : Дружба) est une petite ville de la province d'Almaty au Kazakhstan, située à proximité de la frontière avec la Chine. Un poste frontière routier et ferroviaire avec la Chine y est implanté.

## Ligne ferroviaire
L'accord entre l'Union soviétique et la République populaire de Chine pour relier le Kazakhstan et la Chine occidentale par une voie ferrée a été conclu en 1954. Du côté soviétique, la voie a atteint la ville-frontière de Druzhba (Dostyk) (ces noms, respectivement russe et kazakh, signifient tous deux amitié) en 1959. Du côté chinois, cependant, l'extension vers l'ouest de la ligne ferroviaire Lan-Xin (Lanzhou-Xinjiang) a été interrompue lorsqu'elle a atteint Ürümqi en 1962. En raison de la rupture sino-soviétique, la ville-frontière demeura un cul-de-sac endormi pendant plus de trente ans, jusqu'à l'aboutissement des travaux de liaison le 12 septembre 1990.
Le poste frontière du côté chinois se situe à Alataw Shankou (col d'Alataw).
Les réseaux ferrés des deux pays étant à des écartements différents (écartement russe de 1 520 mm au Kazakhstan, écartement standard de 1 435 mm en Chine), il a été proposé de construire une ligne transcontinentale à écartement standard reliant l'Europe à la Chine.